# Steve Jones (Fußballspieler, 1960)
Steven Francis „Steve“ Jones (* 18. Oktober 1960 in Liverpool) ist ein ehemaliger englischer Fußballspieler.

## Karriere
Jones gehörte als Repräsentant des Bezirks Bootle 1976 der U15-Schulauswahl von Merseyside an (Mitspieler u. a. Colin Russell) und schloss sich noch während seiner Schulzeit Manchester United an. Bei Manchester zählte der Mittelfeldakteur von 1977 bis 1979 zum Profikader, kam aber nicht über Einsätze im Reserveteam hinaus.
Im Mai 1979 wurde er für die kommende Saison vom Viertligisten Port Vale verpflichtet, nachdem er in der Spielzeit 1978/79 22 Tore für Manchesters Reserveteam in der Lancashire League erzielt hatte. Der finanziell angeschlagene Klub war in der Sommerpause nur in der Lage, neben Jones mit Terry Owen und Alan Woolfall zwei weitere ablösefreie Spieler unter Vertrag zu nehmen. In einer chaotischen Saison 1979/80, die drei verschiedene Klubtrainer (Dennis Butler, Alan Bloor, John McGrath) sah, platzierte sich der Klub dank zweier Erfolge an den letzten beiden Spieltagen (darunter ein Treffer von Jones beim 3:0-Erfolg gegen die Doncaster Rovers am letzten Spieltag) auf Tabellenplatz 20 und entging damit nur aufgrund der mehr erzielten Tore gegenüber Hereford United dem Wiederwahlverfahren.
Bei Port Vale gelang es Jones auch in der folgenden Saison unter McGrath nicht, sich dauerhaft in der Mannschaft zu etablieren. Letztmals kam Jones, der im Mittelfeld und Angriff aufgeboten wurde, im Januar 1981 in einem Pflichtspiel zum Einsatz und verließ den Verein nach insgesamt 30 Pflichtspieleinsätzen (3 Tore) am Saisonende ablösefrei. Seine Karriere setzte er in der Northern Premier League bei Oswestry Town fort; im Oktober 1985 schloss er sich dem in der North West Counties League spielenden FC Formby an.